# Most Songwe
Most Songwe je međunarodni most preko rijeke Songwe koji povezuje afričke države Malavi i Tanzaniju.